# Faktor nekroze tumora-alfa
Faktor nekroze tumora (TNF, kaheksin ili kahektin; ranije poznat kao faktor nekroze tumora alfa ili TNF-a) je adipokin i citokin. TNF je član superfamilije TNF, koja se sastoji od različitih transmembranskih proteina sa homolognim TNF domenom.
Kao adipokin, TNF promoviše insulinsku rezistenciju i povezan je sa dijabetesom tipa 2 izazvanim gojaznošću. Kao citokin, TNF koristi imuni sistem za ćelijsku signalizaciju. Ako makrofagi (određena bela krvna zrnca) otkriju infekciju, oslobađaju TNF kako bi upozorili druge ćelije imunog sistema kao deo inflamatornog odgovora.
TNF signalizacija se dešava preko dva receptora: TNFR1 i TNFR2. TNFR1 je konstitutivno eksprimiran na većini tipova ćelija, dok je TNFR2 ograničen prvenstveno na endotelne, epitelne i podgrupe imunih ćelija. TNFR1 signalizacija ima tendenciju da bude proinflamatorna i apoptotska, dok je TNFR2 signalizacija antiinflamatorna i promoviše proliferaciju ćelija. Supresija TNFR1 signalizacije je važna za lečenje autoimunih bolesti, dok TNFR2 signalizacija promoviše zarastanje rana.
TNF-α postoji kao transmembranski oblik (mTNF-a) i kao rastvorljivi oblik (sTNF-α). sTNF-α je rezultat enzimskog cepanja mTNF-a, procesom koji se naziva prezentacija supstrata. mTNF-α se uglavnom nalazi na monocitima/makrofagima gde stupa u interakciju sa tkivnim receptorima kontaktom od ćelije do ćelije. sTNF-a se selektivno vezuje za TNFR1, dok se mTNF-a vezuje i za TNFR1 i za TNFR2. Vezivanje TNF-a za TNFR1 je ireverzibilno, dok je vezivanje za TNFR2 reverzibilno.
Primarna uloga TNF-α je u regulaciji imunih ćelija. TNF, kao endogeni pirogen, može da izazove groznicu, apoptotičku smrt ćelija, kaheksiju i upalu, inhibira tumorigenezu i replikaciju virusa i reaguje na sepsu preko ćelija koje proizvode IL-1 i IL-6. Disregulacija proizvodnje TNF-a je umešana u niz ljudskih bolesti uključujući Alchajmerovu bolest, rak, veliku depresiju, psorijazu i inflamatornu bolest creva (IBC). Iako su kontroverzne, neke studije povezuju depresiju i IBD sa povećanim nivoom TNF-a.
Pod imenom tasonermin, TNF se koristi kao imunostimulirajući lek u lečenju određenih karcinoma. Lekovi koji suzbijaju dejstvo TNF-a koriste se u lečenju različitih inflamatornih bolesti, na primer reumatoidnog artritisa.
Određeni karcinomi mogu izazvati prekomernu proizvodnju TNF-a. TNF je paralelan sa paratiroidnim hormonom kako u izazivanju sekundarne hiperkalcemije tako i kod kancera sa kojima je povezana prekomerna proizvodnja.

## Otkriće
Teorija antitumorog responsa imunskog sistema in vivo je bila oformljena pre više od 100 godine od strane lekara Wilijam B. Koli. 1968 godine je Dr. Gale A Granger sa Kalifornijskog univerziteta u Irvinama je otkrio citotoksični faktor koji proizvode limfociti i nazvao ga je limfotoksin (LT). Zaslugu za ovo otkriće takođe ima dr. Nansi H. Ruddle sa Jelskog univerziteta, koja je istovremeno nezavisno objavila tu istu aktivnost. Naknadno 1975 godine dr. Lloyd J. Old iz Memorijalnog Sloan-Kettering centar za rak, Njujork, je objavio još jedan citotoksični faktor koji proizvode makrofage, i nazvao ga je faktor nekroze tumora (TNF). Oba faktora su bila opisana na osnovu njihove sposobnosti da ubiju mišje fibrosarkom L-929 ćelije.
Kad su LT i TNF cDNK sekvence klonirane 1984 godine, ispostavilo se da su veoma slične. Putem TNF vezivanja za receptor, i njegovim istiskivanjem LT-om je potvrđena funkcionalna homologija između ova dva faktora. Sekvenciona i funkcionalna homologija TNF i LT je dovela do preimenovanja TNF kao TNFα i LT kao TNFβ. 1985 godine, Bruc A. Beutler i Antoni Cerami su otkrili da je hormone koji indukuje kaheksiju, i koji je prethodno bio nazvan kahektin, zapravo TNF. Ovi istraživači su potom utvrdili da je TNF ključni medijator septičkog šoka u responsu na infekciju. Subsekventno je bilo prihvaćeno da je TNF prototipski član velike citokinske familije,  familije.

## Gen
Ljudski TNF gen (TNFA) je bio kloniran 1985. On se nalazi na hromozomu 6p21.3, sadrži oko 3 kb i ima 4 eksona. Zadnji ekson kodira za više od 80% izlučenog proteina. TNF-alfa 3' UTR sadrži AU-bogat element (ARE).

## Struktura
se prvenstveno proizvodi kao 212-aminokiselina-dugačak tip II transmembranski protein koji formira stabilne homotrimere. Iz ove forme integrisane u membranu, rastvorni homotrimerni citokin (sTNF) se formira putem proteolitičkog odsecanja metaloproteazama TNF-alfa konvertujućim enzimima (TACE, koji se takođe zove ADAM17). Rastvorni 51 kDa trimerični sTNF je sklon disocijaciji u koncentracijama ispod nanomolarnih, tako da gubi svoju bioaktivnost.
17-kDa TNF protomeri (185-aminokiselina-dugi) se sastoje od dve antiparalelne β-naborane ravni sa antiparalelnim β-lancima. Oni formiraju 'Švajcarska rolna' β-strukturu, koja je tipična za TNF familiju, a koja je takođe prisutna kod viralnih kapsidnih proteina.

## Ćelijska signalizacija
Dva receptora, TNF-R1 ( receptor tip 1; CD120a; p55/60) i TNF-R2 (TNF receptor tip 2; CD120b; p75/80), se mogu vezati za TNF. TNF-R1 je izražen u većini tkiva, i može biti potpuno aktiviran sa obe forme proteina, membranski-vezanom i rastvornom trimernom formom TNF. TNF-R2 se može naći samo u ćelijama imunskog sistema, i odgovara na formu TNF-trimera koja je vezana za membranu. Najveći deo dostupnih informacija o TNF signalizaciji izveden iz TNF-R1. Uloga TNF-R2 receptora nije dovoljno ispitana.
Nakon kontakta sa njihovim ligandom, TNF receptori takođe formiraju trimere, njihovi izbočeni delovi popunjavaju žlebove između TNF monomera. Vezivanje uzrokuje konformacionu promenu receptora, čime dolazi do disocijacije inhibitornog proteina SODD sa intracelularnog domena. Ova disocijacija omogućava adapterskom proteinu TRADD da se veže za domen uginuća, a ovim stvara mogućnost za dodatno proteinsko vezivanje. Nakon TRADD vezivanja, tri signalna puta mogu biti inicirana.
- Aktivacija NF-κB: TRADD regrutuje TRAF2 i RIP. 2 zatim regrutuje multikomponentni protein kinazu , što omogućava serin-treonin kinazi RIP da ga aktivira. Inhibitorni protein, IκBα, koji se normalno vezuje za NF-κB i inhibira njegovu translokaciju, se fosforiliše IKK kinazom i naknadno se degradira, čime se oslobađa NF-κB. NF-κB je heterodimerni transkripcioni faktor koji se translocira u nukleus i posreduje transkripciju velikog broja proteina koji imaju udela u ćelijskom preživljavanju i proliferaciji, inflamatornom odgovoru, kao i antiapoptoznih faktora.
- Aktivacija MAPK puta: Od tri glavne MAPK kaskade, TNF indukuje jaku aktivaciju stres-vezane JNK grupe, evocira umereni p38-MAPK odgovor, i odgovoran je za minimalnu aktivaciju klasičnih ERK proteina. TRAF2 aktivira JNK-indukujuće nizvodne kinaze MEKK1 i ASK1 (bilo direktno ili kroz GCK i Trx, respektivno), i te dve kinaze fosforilizuju , koja onda aktivira JNK. JNK se translocira u nukleus i aktivira transkripcione faktore kao što su c-Jun i ATF2. JNK signalni put učestvuje u ćelijskoj diferencijaciji, proliferaciji, i generalno je proapoptozan.
- Indukcija signala smrti: Poput svih domen-smrti sadržavajućih članova TNFR superfamilije, TNF-R1 učestvuje u signalizaciji ćelijske smrti.[21] Međutim, TNF-indukovana ćelijska smrt igra samo manju ulogu u poređenju sa njegovim sveobuhvatnim funkcijama u inflamatornom procesu. Njegov smrt-indukujući kapacitet je slab u poređenju sa drugim članovima familije (kao što je Fas), i često je prikriven NF-κB antiapoptoznim efektima. Ipak, TRADD vezuje FADD, koji onda regrutuje cistein proteazu kaspazu-8. Visoka koncentracija kapsaze-8 indukuje njegovu auto-proteolitičku aktivaciju i naknadno cepanje efektorskih kaspaza, što dovodi do ćelijske apoptoze.

## Interakcije
Za faktor nekroze tumora-alfa je bilo pokazano da interaguje sa TNFRSF1A.

## Spoljašnje veze
- Tumor+Necrosis+Factor-alpha на 